# Abbaye de Salival
L’abbaye de Salival est une ancienne abbaye située à Salival. Nommée Notre-Dame-de-la-Nativité, elle dépendait de l'ordre des Prémontrés. 

## Histoire

### Moyen Âge
L'abbaye de Salival fut fondée en 1156 par Mathilde de Salm-Hombourg, à proximité d'une chapelle dédiée à saint Fiacre. Les premiers chanoines venaient de l'abbaye de Justemont. L'abbaye est rapidement prospère, grâce notamment à l'exploitation des salines de Saléaux. En 1316, une église neuve est consacrée. Tout au long de son histoire, l'abbaye de Salival administrera les paroisses de Tarquimpol, Moncourt, Lagarde ainsi que la chapelle de Saint Livier.

### XVIesiècle
Elle fut fortement endommagée en 1590 par des calvinistes qui s'étaient installés à Marsal.

### XVIIesiècle
Jamais Salival ne fut soumise au système de la commende. Au début du XVIIe siècle, l'abbaye se réforma en rejoignant la Congrégation de l'antique rigueur. La séparation entre mense abbatiale et mense conventuelle fut effective à partir de 1614. En 1698, l'abbaye comptait sept religieux.

### XVIIIesiècle
En 1768, il y a 20 religieux à l'abbaye. D'importants travaux de restauration sont réalisés au cours de ce siècle. L'architecte prémontré, Nicolas Pierson rénove la façade de l'église conventuelle et reconstruit le logis abbatial.
L'abbaye de Salival est supprimée à la Révolution ; en 1790, juste avant la suppression, il y a à Salival sept chanoines résidents, dix frères et un convers. Bâtiments et terres furent confisqués et revendus le 26 juillet 1796. Les gisants de Jean VIII, comte de Salm, maréchal de Lorraine, et de Louise de Stainville, son épouse, furent jetés dans un champ, avant d'être transférés dans l'église de Marsal où ils se trouvent encore aujourd'hui.

### DuXIXesiècleà nos jours
Sous le Premier Empire, on y fabriqua du sucre à partir de betteraves. Il subsiste encore aujourd'hui une des six cheminées de la fabrique.
Aujourd'hui Salival est une exploitation agricole, et les bâtiments, privés, ne sont pas ouverts à la visite ; ils sont peu visibles des abords. La ferme est la propriété de Michel, puis de Pierre Dieudonné. 

## Héraldique
| Blason | Blasonnement : De gueules à deux saumons adossés d’argent. Commentaires : Le blason de salival reprend celui de la branche vosgienne des comtes de Salm. |

## Architecture
L'église abbatiale et le cloître furent détruits en 1822, car ils menaçaient ruine. Aujourd'hui, seul subsiste le logis abbatial.  
Les stalles du chœur furent déposées à l'église des Cordeliers de Nancy ; une partie, rachetée par Léopold Baillard alors curé de Flavigny-sur-Moselle, a été remontée vers 1850 à la chartreuse de Bosserville, et a suivi les Pères dans leur nouvel exil à la nouvelle Chartreuse de Pleterje près de Šentjernej en Slovénie (après 1901) ; d'autres éléments de boiserie se trouvent aujourd'hui dans l'église de Marsal (Moselle), et dans les réserves du Musée du sel de Marsal (couronnement du tabernacle). 
Les orgues de l'abbaye, construites entre 1773 et 1780 par Nicolas Dupont, ont été transférées en 1795-1798 dans l'église Saint-Jean-Baptiste de Château-Salins ; certains jeux ont aussi été transférés à Vic-sur-Seille et Moyenvic.